# Colembert
Colembert (Nederlands: Kolesberg) is een gemeente in het Franse departement Pas-de-Calais (regio Hauts-de-France) en telt 687 inwoners (1999). De plaats maakt deel uit van het arrondissement Boulogne-sur-Mer.
In een ver verleden had het dorp een Vlaamsklinkende naam; in de 12e eeuw werd Colesberge geschreven; de huidige naam is daarvan een Franse fonetische nabootsing.

## Geografie
De oppervlakte van Colembert bedraagt 10,0 km², de bevolkingsdichtheid is 68,7 inwoners per km².
De onderstaande kaart toont de ligging van Colembert met de belangrijkste infrastructuur en aangrenzende gemeenten.

## Demografie
Onderstaande figuur toont het verloop van het inwonertal (bron: INSEE-tellingen).